# イレーナ・センドラー
イレーナ・センドラー（ポーランド語: Irena Stanisława Sendler、1910年2月15日 - 2008年5月12日）は、ポーランドの慈善活動家。出生名はイレナ・センドレロヴァ（Irena Sendlerowa）、本名はイレナ・ズグジェムプスカ（Irena Zgrzembska）。第二次世界大戦中は「ポーランド地下国家（Polish Underground State）」と反ホロコーストレジスタンス「ジェゴタ」の活動家。2500人にものぼるユダヤ人児童を見つからないようにワルシャワ・ゲットーから連れ出し、偽造書類を作成したりゲットーの外の個人やグループの家にかくまったりすることにより救出する活動を行った。カトリック教徒。

## 生涯
1910年、ロシア帝国支配下のワルシャワで、双方ともローマ・カトリック教徒であった父スタニスワフ・クシジャノフスキ (Stanisław Krzyzanowski) と母ヤニーナ (Janina) の間に生まれた。両親は他人に対し民族や社会的身分にとらわれず敬意と愛情を向ける人物であった。父親は1917年のチフス大流行の際に医師としてワルシャワ近郊の町でユダヤ人をはじめとする貧しい人々の治療にあたっていたが、自身も同じ病で命を落とすことになった。亡くなった父親は、娘に「もし溺れている人に出会ったら、たとえ泳げなくとも助けようとしなさい」と言い遺したという。
イレーナは成長するとワルシャワ大学文学部でポーランド文学を専攻した。ポーランド独立運動の闘士かつ指導者であったユゼフ・ピウスツキ率いる社会民主主義政党「ポーランド社会党 (Polish Socialist Party)」の党員であった父親の影響でイレーナも社会党に入党、第二次世界大戦前のイレーナはソーシャルワーカーとして活動した。

### レジスタンス
ナチス・ドイツがポーランドを占領していた第二次世界大戦中、センドラーはワルシャワに住み（それ以前はタルチュィン (Tarczyn) に居住）、社会福祉局に勤務する。ワルシャワ・ゲットーが作られるよりずっと以前からユダヤ人を援助する活動を行っていたセンドラーは、戦争中も彼らの支援に取り組むことになる。ユダヤ人を援助することは大変危険であった。ナチス・ドイツの占領下にあったポーランドでは、ユダヤ人をかくまっているのが発覚した場合、かくまった本人だけでなくその家族もろとも皆殺しにされた。これはナチス・ドイツ占領下にあったヨーロッパ諸国のうちポーランドにのみ適用された厳しい措置であった。
1942年12月、ゲットーの外にいる非ユダヤ系のポーランド人たちによる地下秘密組織「ユダヤ人救済委員会」の児童関係部門が設立された。センドラーは（ヨランタJolantaという偽名をもとに）この部門の長に任命され、約20人のメンバーを組織し指導した。社会福祉局の職員としてセンドラーはワルシャワ・ゲットーに出入りする権限を与えられ、ゲットー内でチフスの兆候がないか、あるいはナチスが警戒する活動が行われていないかチェックする仕事をさせられていたが、その立場を利用してセンドラーはゲットー内での支援活動を展開することになる。ゲットー内ではダビデの星を身に着けていた。これはユダヤ人との連帯を示すためであり、ゲットー内で活動する自分を目立たなくさせるためであった。センドラーは中央福祉協議会 (RGO) と関連するワルシャワ市当局の児童関係部門とも協力していた（中央福祉協議会はナチス・ドイツの許可のもと活動したポーランド人救済組織である）。
ナチスのユダヤ人に対する政策・行動、強制収容所への連行（虐殺）を受けて、センドラーはゲットーから子供たちを脱出させる活動を組織した。箱、スーツケース、手押し車などに子供たちを入れたり、スカートの中に隠したりして数多くの子供を連れ出すことに成功した。ユダヤ人の子供たちはポーランド人家族、「マリアの家族の姉妹たち」ワルシャワ孤児院、トゥルコヴィツェ (Turkowice) やホトムフ (Chotomów) にあるカトリックの修道院（「聖マリア処女懐胎小奉仕修道女修道会」など）にかくまわれた。教区司祭の館に送られ、そこからさらにどこかへ送られてかくまわれた子供たちもいた。センドラーは子供たちの名前を書いたリストを陶器の瓶に隠してリンゴの木の下に埋め、子供たちの本名などの情報と、偽名などの新しい情報を保管していた。
センドラーは、1943年にゲシュタポに逮捕された。強制収容所に入れられ、口を割らせようと幾度も拷問を受けたが、「活動内容を明かすぐらいなら迷わず死を選ぶ」（生前の伝記）と沈黙を守り通し、助けた子供たちの名前を明かすことはなかった。その後死刑宣告を受けたが、ジェゴタが護衛のドイツ兵に賄賂を渡し彼女の解放をとりつけることに成功する。解放された彼女は、腕や脚をへし折られて意識を失ったまま森の中に放置されていた。
公式では、センドラーはナチス・ドイツが出した広報の中にある処刑された人々のリストに掲載されていた。その後センドラーは身を隠し、ユダヤ人の子供たちを援助する活動を続けた。助けられた人々は自分たちのことを「センドラーの子供たち」と呼んでいるという。

### 表彰
1965年、センドラーはイスラエルのヤド・ヴァシェム・ホロコースト記念館 (Yad Vashem) によって「諸国民の中の正義の人」に認定され、 これは彼女が共産党政府から渡航許可を得た1983年に贈られている。またイスラエル協会からは「騎士十字勲章」を受けている。
2003年、ローマ教皇ヨハネ・パウロ2世はセンドラーに親書を送り、戦中の献身的な活動を賞賛した。
2003年10月10日、イレーナ・センドラーはポーランド政府から「白鷲勲章」を授けられた。これは民間人に贈られる最高位の勲章である。また、ワシントンのアメリカ・ポーランド文化センターから「ヤン・カルスキ (Jan Karski) 記念愛と勇気の賞」を贈られた。
2007年3月14日、センドラーはポーランド上院から表彰された。そこでポーランド大統領レフ・カチニスキは「彼女はノーベル平和賞に値する」と述べた（ノーベル平和賞の候補者は発表前には秘密とされる）。センドラーは97歳になっており、表彰式のために養老院を出ることができなかったが、代理のエルジュビェタ・フィコフスカがセンドラーの声明を読み上げた。フィコフスカは戦中にセンドラーが救ったユダヤ人の赤ん坊のうちの1人であった。
センドラーは「ジェゴタの児童関係部門」の最後の生き残りであった（この部門は1943年から第二次世界大戦が終了するまでセンドラーによって指揮された）。彼女は「活動に関わった他の仲間たちが長く生きられず、栄誉を受けることができなかったことが自分の心に影を落としている」と述べている。

### ノーベル賞の候補として
センドラーは2007年ノーベル平和賞の候補者となったが、賞は元アメリカ副大統領で「気候変動に関する政府間パネル」主宰者のアル・ゴアに贈られた。

### 最後のインタビュー
イレーナ・センドラーは生涯最後の一連のインタビューの中で次のように述べている。

### 姓
第二次世界大戦前、イレーナはドイツ系の姓（父方の先祖がドイツからポーランドにやってきた移民と推測される）を持つポーランド人ミェチスワフ・センドラー (Mieczysław Sendler) と結婚、ポーランドにおける女性の姓の表記法にしたがって「イレーナ・センドレロヴァ (Irena Sendlerowa)」となったが、ミェチスワフとは戦後に離婚した。その後、戦争中に地下抵抗組織「ジェゴタ (Żegota)」で同志であったポーランド人ステファン・ズグジェムプスキ (Stefan Zgrzembski) と再婚してイレーナ・ズグジェムプスカ (Irena Zgrzembska) となり、2人の息子と1人の娘をもうけている。つまり「センドラー (Sendler)」として知られている姓は最初の結婚のときのものであり、「ジェゴタ」の活動中はこの姓であった（正確には「センドレロヴァ」）。

## 『瓶の中のいのち』
1999年、アメリカのカンザス州ピッツバーグ在住の高校教師ノーム・コンラッドは、自分が教えるカンザス州ユニオンタウン (Uniontown) の学校の生徒に、イレーナ・センドラーについて調べさせた。
生徒はその調査に基づき、センドラーがユダヤ人の子供たちのリストを隠しておいた瓶にちなんで、センドラーの英雄的な行為を再現する舞台劇『瓶の中のいのち』を書いた。2009年5月現在、カンザス州をはじめ、アメリカ合衆国、カナダ、ヨーロッパの240か所以上でこの劇は上演されている。
- 「『瓶の中のいのち』イレーナ・センドラー・プロジェクト」ホームページ
- 舞台劇『瓶の中のいのち』に関するニュース映像

2006年、カンザス州は3月10日を「イレーナ・センドラー記念日」に制定した。

## 『イレーナ・センドラー ホロコーストの子ども達の母』
ノンフィクション・ライターの平井美帆が2008年11月に汐文社より出版。児童書。